# Vitalij Gabnija
Vitalij Gabnija (plným jménem Vitalik Viktor-ipa Gabnija, abchazsky Виталик Виктор-иԥа Габниа, rusky Виталий Викторович Габния; *12. června 1968, Suchumi) je abchazský politik, akademik a veřejně známá osobnost. Od roku 2014 vykonával funkci viceprezidenta Abcházie během vlády Raula Chadžimby, než v roce 2018 rezignoval z osobních důvodů po násilném incidentu.

## Biografie
Vitalij Gabnija se narodil 12. června 1968 v hlavním městě Abcházie Suchumi. Základní vzdělání získal na suchumské střední škole № 10 v letech 1975 až 1986. Po dokončení tohoto studia absolvoval v letech 1986 až 1989 základní vojenskou službu v Sovětské armádě. V roce 1990 byl přijat ke studiu na ekonomickou fakultu Abchazské státní univerzity, které dokončil v roce 1995. Během vysokoškolského studia se věnoval bojovým sportům, zejména judu. Svá studia musel přerušit vinou války v Abcházii v letech 1992 až 1993, během níž působil na straně separatistů ve funkcích velitele čety rozvědčíků a komisaře 2. roty 2. praporu 1. brigády západní (bzybské) fronty. Za zásluhy během války získal ocenění řád Leona.
Po válce působil od roku 1997 do 2002 ve veřejných funkcích. Rok pracoval jako asistent rektora Suchumského veřejného institutu a od roku 1999 předsedal občanské organizaci „Narty“ (Нарты). Od roku 2002 do 2006 působil jako ředitel mládežnického a sportovního centra Ajnar (Айнар). Během této doby se Gabnija vrátil ke studiu a v roce 2005 promoval na Abchazské státní univerzitě na právnické fakultě se specializací na ústavní právo.

### Vstup do politiky
Gabnija vstoupil do politiky jako člen Fóra pro Jednotnou Abcházii, kde v letech 2005 až 2006 působil ve funkci spolupředsedy. Za tuto stranu pak kandidoval do parlamentních voleb, jež se konaly v roce 2007, avšak ve volbách nakonec neuspěl. V průběhu předvolební kampaně v únoru 2007 prohlásil mimo jiné do tisku, že jde do voleb s představou, že žádný politik nesmí do parlamentu jít jen s tím, že si tam odsedí pět let, ale musí mít jasný program a názor. Propagoval nezávislost Abcházie, jež vyrostla v soběstačnou republiku, a domníval se, že bude stačit, když ji uzná alespoň Rusko, což je jen otázka času. Dále prohlásil o tehdy aktuálních napjatých vztazích s Gruzií: „Gruzínští historikové píší ve svých knihách o historii, jako bychom je odsud všechny vyháněli, že Abcházie je nepřítel, že Rusko je nepřítel, obecně je každý nepřítel, s výjimkou Američanů. Američané jsou pro Gruzii nejlepší přátelé, jako by po staletí žili bok po boku a nedělil by je od sebe Atlantský oceán. O jakém usmíření může být s takovouto generací řeč? Ani v blízké budoucnosti o tom nemůže být řeč. Možná, až by uplynula celá epocha. A epocha trvá v historii 40 až 50 let. Společnou řeč je možné po jakékoli válce nalézt až po 40–50 letech za příznivé kombinace okolností. Za mého života ale nic takového neuvidím.“
Po tomto neúspěchu se na čas stáhl z aktivní politiky a v roce 2010 se stal ředitelem firmy Jug-Promstroj. Vrátil se naplno k občanským aktivitám a v roce 2013 byl zvolen předsedou nejvyšší rady „Aruaa“, organizace sdružující válečné veterány války v Abcházii. Členem organizace Aruaa byl od jejího založení v roce 2007 a dosud byl jedním z deseti řadových členů nejvyšší rady. Předsedou Aruaa zůstal jen zhruba rok kvůli bouřlivým událostem v Suchumi v roce 2014, kdy patřil k hlavním strůjcům spolu s Raulem Chadžimbou. Ty vedly k pádu vlády, k rezignaci prezidenta Aleksandra Ankvaba, když ještě dříve došlo ke sjednocení dosavadní opozice, k níž se přidala i Aruaa, a k předčasným prezidentským volbám, do nichž Gabnija kandidoval na viceprezidenta po boku kandidáta na prezidenta, Raula Chadžimby.

### Viceprezident Abcházie (2014-2018)
Dne 24. srpna 2014 byl v tandemu s Chadžimbou zvolen viceprezidentem Abcházie. O měsíc později byli oba inaugurováni a Gabnija se tak stal součástí vlády Raula Chadžimby.
Během výkonu svých pravomocí vedl dne 7. září 2015 oficiální delegaci Republiky Abcházie do Tiraspolu na oslavu 25. výročí založení Podněstří. Před vzletem na zpáteční cestu z kišiněvského letiště byli všichni účastníci abchazské a jihoosetské delegace, včetně Gabniji, vyvedeni příslušníky moldavských bezpečnostních složek z letadla na příkaz vedení státu a byli z Moldávie za trest za účast na pietě v Podněstří na deset let vyhoštěni.
Na tiskové konferenci dne 22. srpna 2018 oznámil Gabnija náhle svou rezignaci na post viceprezidenta. Svůj krok zdůvodnil nikoliv politickým vývojem, ale jako následek násilného incidentu. Předešlý víkend se totiž dostal v restauraci Ercachu do sporu s pěticí osob, ale jakmile byl spor vyřešen, jeden z nich obešel Gabniju a zezadu ho praštil sklenicí do hlavy. Následovala rvačka a Gabnija se dle svých slov ubránil s pomocí člena své ochranky ranami pěstí. Pachatel byl sice zadržen policií, ale následujícího dne byl propuštěn na svobodu, aniž by byl obviněn z fyzického napadení ústavního činitele. Svou rezignaci tedy Gabnija bral jako osobní protest proti bezpráví a proti signálu, který vyslaly orgány vymáhání práva. Prohlásil: „Považuji za nutné rezignovat, podat demisi, z toho důvodu, že nemohu bránit své právo a svou čest podle zákona, a to ani v tak vysoké pozici.“ Když mu bylo znemožněno bránit se v zákonném rámci, je prý odhodlán věc řešit tradičně "po abchazsku". Svého dosavadního šéfa Raula Chadžimbu zároveň varoval před rostoucím napětím ve společnosti, aby neskončila jeho vláda stejně špatně jako vláda jeho předchůdce Aleksandra Ankvaba.

### Další politická kariéra
Po svém odchodu z prezidentské kanceláře pokračoval Gabnija v politice a vstoupil do republikánské politické strany Apsny, kde byl na sjezdu na konci ledna 2019 jednomyslně zvolen předsedou. Přesto i nadále podporoval prezidenta Chadžimbu. Po jeho znovuzvolení se však vyplnilo Gabnijovo varování, jež pronesl po své rezignaci na post viceprezidenta. Raul Chadžimba byl totiž nucen v lednu 2020 rezignovat, když abchazský Nejvyšší soud anuloval výsledky prezidentských voleb, jež se konaly o necelý půl rok dříve, následkem krátkých a bouřlivých nepokojů. Krátce poté vzkázal Gabnija na mítinku podporovatelů rezignujícího prezidenta, že je Raul Chadžimba připraven znovu kandidovat v opakovaných prezidentských volbách.
V noci 22. června 2021 byl Gabnijův automobil Toyota Land Cruiser 200, zaparkovaný před jeho domem, cílem žhářského útoku. Tento žhář byl následujícího dne abchazskou policií dopaden.
V roce 2022 kandidoval v 8. obvodě ve volbách do Abchazského lidového shromáždění za stranu Apsny, avšak v konkurenci šesti protikandidátů neuspěl a nepostoupil do druhého kola. Na konci května 2023, kdy se v Abcházii konala masová demonstrace proti vládě, se Gabnija coby předseda strany Apsny přidal k opozici a vládu obvinil z toho, že zklamala očekávání lidu a že zastavila rozvoj země. Tento protest nazval „jedinou šancí, jak se dostat ke vládě.“